# Trębaczów (województwo wielkopolskie)
Trębaczów – wieś w Polsce położona w województwie wielkopolskim, w powiecie kępińskim, w gminie Perzów.
W latach 1975–1998 miejscowość położona była w województwie kaliskim.
Istnieje Towarzystwo Sympatyków Trębaczowa.

## Nazwa
W księdze łacińskiej Liber fundationis episcopatus Vratislaviensis (pol. Księga uposażeń biskupstwa wrocławskiego) spisanej za czasów biskupa Henryka z Wierzbna w latach 1295–1305 miejscowość wymieniona jest w zlatynizowanej formie Trambaczow.

## Zarys Historyczny
Trębaczów to miejscowość o wielowiekowej historii, której nazwa ewoluowała na przestrzeni stuleci: Trambachevo (1232), Trambeczow (1376), Trembicz (1446) i Trembatschaw (1416). Pierwsza wzmianka o wsi pochodzi z 1232 roku, kiedy to na mocy zamiany dóbr przeszła z rąk biskupa lubuskiego Wawrzyńca w posiadanie księcia śląskiego Henryka Brodatego.
W dokumencie z dnia 13 grudnia 1378 roku wymieniono właściciela wsi, Niczka Trambaczkę. W roku 1448 gospodarowali tu bracia Bernard Kunc i Paweł Gawronowic. W drugiej połowie XVI wieku wieś została podzielona na cztery części – trzy z nich nabył pan stanowy Georg von Braun, natomiast czwarta, należąca do Filipa Gawrona, pozostała w jego rękach aż do jego śmierci w 1587 roku. W roku 1596 wszystkie części wsi zjednoczył Abraham von Dohna. 1 września 1734 roku Trębaczów został zakupiony przez księcia Birona von Kurland z Sycowa.

### Przełom XVIII i XIX wieku
Na przełomie XVIII i XIX wieku Trębaczów był znaczącą miejscowością, w której znajdowały się dwa folwarki, kościół, szkoła, owczarnie, dwa wiatraki oraz leśniczówka. Był to okres rozkwitu lokalnej gospodarki.

### Dwudziestolecie międzywojenne
W okresie międzywojennym Trębaczów stanowił dynamiczny ośrodek życia społecznego i gospodarczego. Działały tu akuszerka, kowal, piekarz, rzeźnik, trzy zajazdy, wiatrak, młyn, krawiec, kołodziej, gorzelnia oraz sklepy z artykułami kolonialnymi. Prowadzono handel nabiałem i nierogacizną.
W 1964 roku wzniesiono betonowy most na rzeczce Widawie, co przyczyniło się do poprawy infrastruktury.

### Ważne miejsca i lokalizacje

#### Ligota
Ligota to folwark na południowym krańcu wsi. Nazwa pochodzi od systemu prawnego, w którym nowo założona wieś była przez określony czas wolna od podatków. Pierwsza wzmianka o Ligocie pochodzi z 1666 roku. W 1845 roku była znana pod nazwą Ellguth, a majątek rozparcelowano w 1929 roku.

#### Kuropka
Kuropka, leśniczówka istniejąca w 1845 roku, w dokumentach określana jako Kuropke. Została zburzona pod koniec XX wieku, a jej ostatnim zarządcą był pan Majchrzak.

#### Posmyk
Posmyk to zabudowania gospodarcze przy drodze do lasu, wzmiankowane już w 1666 roku. Po II wojnie światowej przejęte przez skarb państwa, a obecnie będące własnością prywatną.

#### Wierzniok (Wirschniok, Wierzchniok, Wiśniok)
Nieistniejąca dziś kolonia, położona w środku lasu, wzmiankowana w latach 1845 i 1885. W 1893 roku została przyłączona do parafii w Dziadowej Kłodzie.

#### Judelsforwerk
Folwark założony około 1845 roku, stanowił ważny element lokalnej gospodarki rolnej.

#### Fidryka
Osiedle za szkołą podstawową. Pierwszy czworak zbudowano w 1959 roku, a kolejny w 1960. W latach 70. XX wieku wzniesiono dwa bloki ośmiorodzinne.

#### Październia
Zabudowania mieszkalne oraz hydrofornia ulokowane na początku wsi, przy drodze do Nowej Wsi Książęcej.